# Grand Massive
Grand Massive ist eine deutsche Heavy-Metal-Band aus München, die 2008 gegründet wurde. Anfangs konnte die Musik zum Subgenre Stoner Metal gerechnet werden, wobei sich dies im Laufe der Jahre hin zum klassischen Heavy Metal entwickelt hat. Die Band selbst bezeichnet ihren Stil als „Massive Metal“.

## Geschichte
Die Band wurde Anfang des Jahres 2008 von Jochen Böllath gegründet, nachdem sich seine langjährige Band Duster 69 aufgelöst hatte. Zu den Gründungsmitgliedern zählten Jürgen Lobinger, Tobias Brandl, Holger Stich und Tony Hermansen. Da letzterer in Schweden zu Hause ist, war es schwer ein richtiges Bandgefüge zu entwickeln. So wurde in dieser Besetzung seinerzeit nur eine EP aufgenommen die 2009 über Downfall Records aus Schweden veröffentlicht wurde. Im selben Jahr folgte mit einem Auftritt beim Wacken Rocks South Festival der vorläufige Höhepunkt, was live Auftritte anbelangte.
Da es aufgrund der räumlichen Distanz zwischen den Bandmitgliedern zunehmend schwieriger wurde als Band weiterzuarbeiten, und so zwischen 2010 und 2012 die Band praktisch nicht dazu in der Lage war aufzutreten, entschied man sich 2013 mit Alexander Andronikos einen neuen Sänger und mit Peter Wiesenbacher einen neuen Gitarristen mit an Bord zu holen. Jürgen Lobinger konnte aus persönlichen Gründen die Band nicht weiter an der Gitarre unterstützen.
Ein erstes Lebenszeichen der neuen Besetzung gab es dann mit der Veröffentlichung der Vinyl-Single Going into Red / Sleepwalker. Für die A-Seite wurde eine Coverversion des Duster 69 Songs Going into Red aufgenommen, die erste Aufnahme mit Alexander Andronikos als Sänger, die B-Seite war eine Kooperation mit dem US-amerikanischen Sänger John Lancaster (Ex-Chum).
2014 wurden die Songs für die zweite EP II aufgenommen, das Mastering erledigte Produzentenlegende Dan Swanö. Die Veröffentlichung erfolgte dann im Februar 2015 über das Label 7hard. Die EP erhielt europaweit gute Kritiken, und so wurde das Plattenlabel Metalville auf die Band aufmerksam.
2016 unterschrieb die Band einen Vertrag bei Metalville und der erste Longplayer III wurde über Metalville/Rough Trade Distribution veröffentlicht. Zwischenzeitlich stieg Schlagzeuger Holger Stich aus der Band aus und wurde für die Aufnahmen zu III durch den befreundeten Musiker Malte Minke ersetzt. Als Gastmusiker ist David Johannesson von der schwedischen Band Mustasch zu hören, der einige Gitarrenparts beisteuerte.
Der Longplayer erhielt gute Kritiken und somit konnte auch die Live-Präsenz der Band weiter ausgebaut werden. Inzwischen hatte man mit Raphael Speyerl auch einen festen Schlagzeuger gefunden und es folgten Auftritte mit Bands wie Crowbar, Corrosion of Conformity, Red Fang, Overkill, Warpath und Undertow.
Da Jochen Böllath und Alexander Andronikos beide Fans des US-Musikers Glenn Danzig sind, kam man auf die Idee zum Danzig Jubiläumsjahr 2017 eine Tribute-CD aufzunehmen. Das Plattenlabel Metalville zeigte sich begeistert von der Idee und so konnte man einige Musiker von Bands wie Thundermother, Critical Mess, Sabaton, Doro und Emil Bulls für die Sache gewinnen. Die Veröffentlichung erfolgte dann 2017 unter dem Titel Gdansk – A Tribute to Glenn Danzig.
2018 trat das Schweizer Label Doc Gator Records an die Band heran, um eine Vinyl-Version des Longplayers III zu veröffentlichen. Hierfür wurden noch drei Bonustracks aufgenommen.
Anschließend machte man sich an das Songwriting für den Longplayer IV. Die Aufnahmen begannen 2018 und fanden Ende 2019 ihren Abschluss.
Für die Gesangsaufnahmen und -produktion konnte man Christoph von Freydorf gewinnen. Den Mix und das Mastering erledigte Produzent Andy Classen im Stage One Studio. Außerdem enthält der Longplayer mit dem Lied My Path ein Duett mit dem Warpath-Sänger Dirk „Dicker“ Weiss. Die Veröffentlichung von IV erfolgt im Mai 2020, wiederum über Metalville/Rough Trade Distribution. Aufgrund der zu der Zeit geltenden Corona-Beschränkungen konnte die Band das Album nicht live promoten, man musste sich auf die Veröffentlichung von verschiedenen Musikvideos konzentrieren.
2023 wurde dann eine limitierte Split Vinyl-Single zu dem Song "Blind Silence" mit der schwedischen Band Mustasch veröffentlicht und man konnte wieder Konzerte geben.
Da der Songwritingprozess trotz der Zwangspause 2020–2022 weiterging, entschloss man sich, anstelle eines regulären Albums, die zu der Zeit entstandenen, eher düsteren und melancholischen Songs, mit verschiedenen Gastmusikern aufzunehmen, unter anderem mit dem US-Trash Metal Gitarristen Doug Piercy, der aktiv ist bei der Thrash-Metal Band Blind Illusion. Die entstanden Songs wurden dann am 23. Mai 2024 bei MDD Records/Alive als EP unter dem Titel "Houses of the Unholy" veröffentlicht.

## Stil
Aufgrund der langjährigen Zugehörigkeit des Bandgründers Jochen Böllath zur Stoner-Rock-Band Duster 69 rechnete man Grand Massive anfangs ebenfalls zu dieser Musikrichtung. Mit der Veröffentlichung der zweiten EP II nahm aber der Einfluss im Sound an Heavy Metal erstmals zu. Die Musikpresse bezeichnete den Stil daraufhin als Stoner Metal. Die Anteile an Stoner Sounds wurden mit dem Longplayer III weiter minimiert, auch durch den größeren Einfluss von Gitarrist Peter Wiesenbacher beim Songwriting. Jetzt zeigten sich auch erstmals Groove-Metal-Einflüsse.
Den Stil auf dem aktuellen Longplayer IV kann man durchaus als riff-basierten, klassischen Heavy Metal bezeichnen. Neben Groove-Metal-Elementen lassen sich hier auch einige Power-Metal-Einflüsse erkennen. Die Band selbst bezeichnet ihren Stil als „Massive Metal“ in Anlehnung an den Bandnamen und daraus resultierend, dass die Songs durchweg auf schweren Gitarrenriffs und einem dichten Sound basieren.

## Diskografie
- 2009: Grand Massive (EP, Downfall Records)
- 2009: 7″-Vinyl-Split mit Sparzanza (Kabuki Records)
- 2013: Going into Red / Sleepwalker (7″-Vinyl-Single, Daredevil Records)
- 2015: II (EP, 7hard/Membran)
- 2016: III (Album, Metalville/Rough Trade Distribution)
- 2017: Gdansk – A Tribute to Glenn Danzig (Album, Metalville/Rough Trade Distribution)
- 2018: III (Wiederveröffentlichung als 12″-Vinyl-Album, Doc Gator Records)
- 2020: IV (Album, Metalville/Rough Trade Distribution)
- 2023: Mustasch/Grand Massive Split 7" Vinyl (Doc Gator Records)
- 2024: Houses of the Unholy (EP, MDD Records)

## Musikvideos
- 2009: Monster
- 2012: Lugn
- 2012: Going into Red
- 2014: Sound of War
- 2015: In the Woods
- 2016: Embracing the Eyesore
- 2016: Deliver Me
- 2017: Taurus
- 2017: The Hunter
- 2018: Horsemen
- 2018: Mother
- 2018: Kiss of Steel
- 2020: Ashes of My Revenge
- 2020: Revolution Waltz
- 2020: Devourer of Time
- 2020: The Collector
- 2021: My Path
- 2022: Blind Silence
- 2024: Those from the Shadows
- 2024: Call of Demons